# Йозеф Франк
Йо́зеф Франк (нім. Joseph Frank; 15 липня 1885, Баден (Австрія) — 8 січня 1967, Стокгольм, Швеція) — австрійський і шведський архітектор єврейського походження. Працював з Оскаром Штрнадом (Oskar Strnad) і був пов'язаний з Віденським гуртком. В 1933 він переїхав до Швеції, де працював у дизайнерській компанії «Svenskt Tenn» і створював численні дизайнерські роботи до кінця свого життя. У 1965 йому була присуджена Велика державна нагорода Австрії (Grand Austrian State Prize) з архітектури.